# Helmut Martin
Helmut Martin (Kassel, 1940. március 5. – 1999. június 8.; kínai neve pinjin hangsúlyjelekkel: Mǎ Hànmào; magyar népszerű: Ma Han-mao; hagyományos kínai: 馬漢茂; egyszerűsített kínai: 马汉茂) német sinológus.

## Élete és munkássága
Helmut Martin Münchenben, Belgrádban, Párizsban és Heidelbergben tanult sinológiát és szlavisztikát. Li Jüről írt doktori disszertációját 1966-ban Wolfgang Bauernél védte meg. A posztdoktori képzését a Tajvani Nemzeti Egyetemen végezte, ahol részt vett Li Jü 15 kötetben közreadott műveinek szerkesztésében (1970). Rövid Japán kitérő után 1970-ben visszatért Németországba, és a hamburgi Ázsia Intézet (Institut für Asienkunde) kínai referenseként dolgozott. Feleségével, Tienchi Martin-Liaoval egy kínai–német szótárat állított össze. 1977-ben Wolfgang Frankénél habilitált. 1979-ben kinevezték a bochumi Ruhr Egyetem kínai nyelv és irodalom tanszékének vezetőjévé. Vendégprofesszorként több kelet-ázsiai és amerikai egyetem megfordult. Az ő kezdeményezésére jött létre az Észak-Rajna-Vesztfáliai Nemzeti Nyelvi Intézet (Landesspracheninstitut Nordrhein-Westfalen), valamint 1993-ban a Richard Wilhelm Fordítói Központ a Ruhr Egyetemen.
1999. június 8-án, 59 éves korában öngyilkosságot követett el, a kölni Melaten-temetőben helyezték végső nyugalomra.

## További Információk
- Helmut Martin publikációnak listája – Katalog der Deutschen Nationalbibliothek